# Telewizja satelitarna

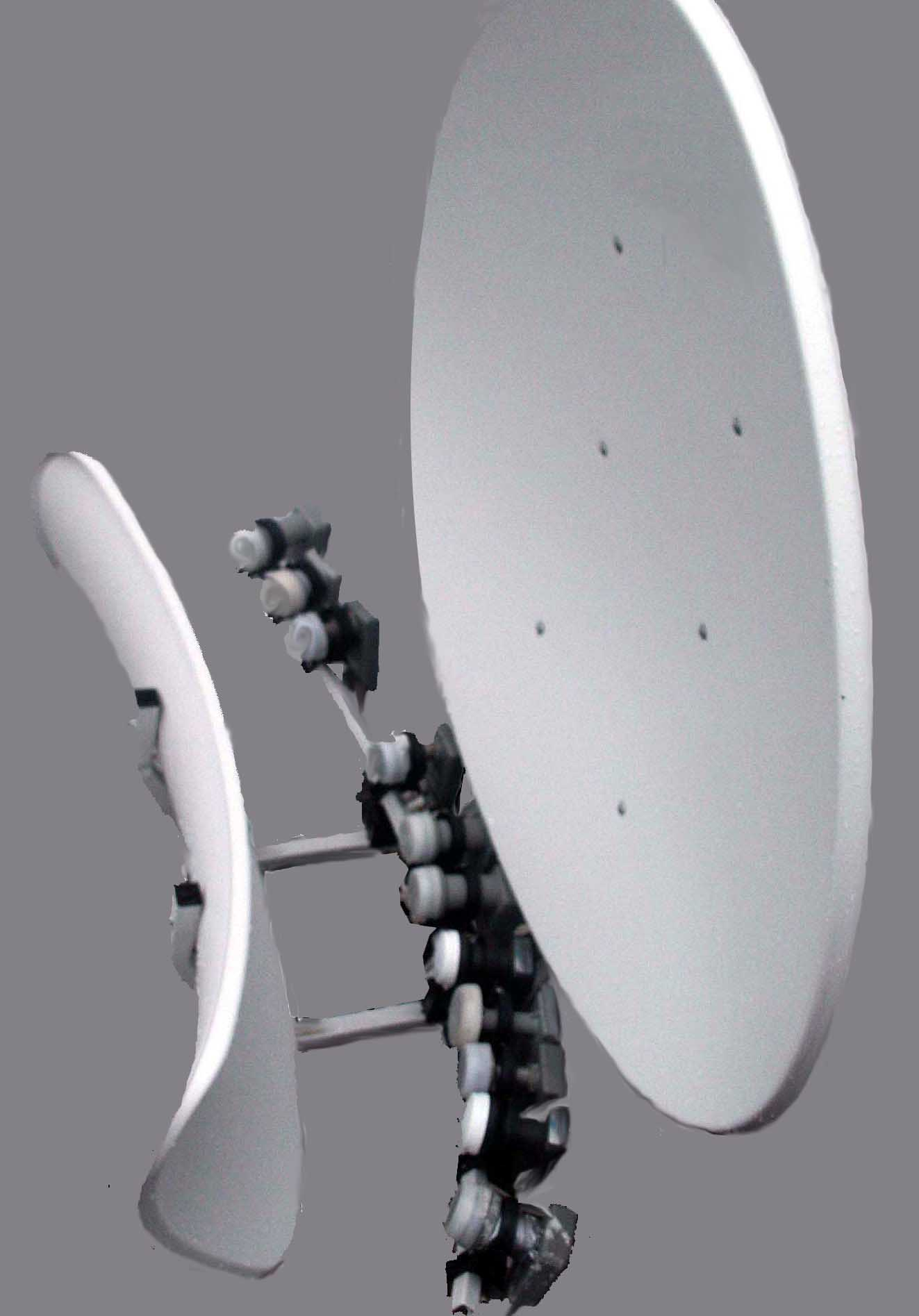
Antena satelitarna z wieloma konwerterami

Telewizja satelitarna – telewizja wykorzystująca nadajniki (tzw. transpondery) umieszczone na sztucznych satelitach Ziemi. Cechą charakterystyczną tego sposobu emisji jest możliwość pokrycia sygnałem ogromnych obszarów przy użyciu tylko jednego nadajnika oraz możliwość dotarcia z sygnałem do obszarów, na których tworzenie sieci nadajników naziemnych jest niemożliwe lub nieopłacalne.
Telewizja satelitarna to system nadawania programów telewizyjnych przeznaczonych do odbioru przez indywidualnych odbiorców za pomocą prostych urządzeń składających się z anteny satelitarnej i odbiornika satelitarnego podłączonego do standardowego odbiornika telewizyjnego. Sygnał jest wysyłany z ośrodka nadawczego łączem mikrofalowym (Up-link) na pokład satelity znajdującego się na ustalonej pozycji orbity geostacjonarnej. Przekaźnik zamontowany na pokładzie satelity nadaje odebrany sygnał z powrotem w kierunku Ziemi (Down-link) pokrywając zasięgiem określony obszar powierzchni, w innym zakresie częstotliwości, niż sygnały nadawane w kierunku satelity. Na jednym satelicie znajduje się wiele takich przekaźników. Początkowo użytkowane były systemy analogowe, obecnie są to systemy niemal wyłącznie cyfrowe (30 kwietnia 2012 w Europie zakończono analogową emisję satelitarną).

## Satelity
Najbardziej popularne w Polsce pozycje satelitarne to 13°E Hot Bird (Platforma Canal+, Polsat Box, Telewizja na kartę, Orange TV i polskojęzyczne kanały free-to-air (FTA), oraz 19,2°E Astra (TV Trwam). Niewielka różnica kątowa pozwala na równoczesny odbiór obydwu satelitów z jednej anteny (tzw. układ zeza lub monoblock). Na obu tych pozycjach znajduje się więcej niż jedno urządzenie (satelita). Dla Hot Bird są to satelity 6, 8, 9, dla Astry – 1M, 2C, 1H, 1KR i 1L. Inne popularne pozycje w Europie to flota satelitów na pozycji 28.2-28.5°E (Eurobird 1 i Astra 2), Sirius – 5°E oraz Amos z pozycją 4.0°W.
Większe anteny satelitarne pozwalają na montaż i bezproblemowy odbiór 3-4 pozycji satelitarnych, czasza o wielkości 80 cm skierowana na pozycje Hot Birda umożliwia ustawienie dodatkowych konwerterów na pozycje 19,2°E (Astra 1) oraz 28.5°E (Eurobird1, Astra2). W efekcie do odbioru dostępne jest około 1000 programów nadawanych FTA. Osoby zainteresowane kanałami w języku niemieckim największą ich ilość znajdą na satelitach Astra 1, natomiast w języku polskim i włoskim – na satelitach Hot Bird. Kanały angielskojęzyczne nadawane są głównie z pozycji 28,5°E – satelity Astra 2 oraz Eurobird 1.
Stale aktualizowaną listę kanałów prezentują serwisy internetowe King of Sat, Lyngsat czy Flysat. Istnieje również wiele forów dyskusyjnych i portali internetowych, które na bieżąco podają informacje o zmianach, możliwościach odbioru różnych satelitów itp. (DX-er).

## Odbiorniki satelitarne
Rynek w Polsce oferuje bardzo dużą gamę urządzeń pozwalających na odbiór telewizji satelitarnej. Od najprostszych, umożliwiających odbiór jedynie programów free-to-air, z jednej lub wielu pozycji satelitarnych, po odbiorniki umożliwiające odbiór programów kodowanych, ale również nagrywanie kanałów na wbudowany lub dołączany dysk twardy lub pamięć zewnętrzną.
Wśród typów odbiorników można wyróżnić:
- odbiorniki FTA – umożliwiają odbiór jedynie kanałów free-to-air (najprostsze i najtańsze);
- odbiorniki z wbudowanym modułem dostępu warunkowego – pozwalają na odbiór, oprócz kanałów FTA, dodatkowo kanałów kodowanych w jednym, ściśle określonym systemie kodowania lub w kilku różnych systemach;
- odbiorniki CI (Common Interface) – pozwalają dodatkowo na instalację zewnętrznego modułu dostępu warunkowego, a tym samym umożliwiają odbiór, oprócz kanałów FTA, kanałów kodowanych w jednym, ściśle określonym systemie kodowania lub w kilku różnych systemach;
- odbiorniki platform cyfrowych (dedykowane) – umożliwiają odbiór, oprócz kanałów danej platformy, w mniejszym (Canal+) lub większym (Cyfrowy Polsat) zakresie także kanałów FTA, najczęściej działają jedynie z kartą platformy (wyjęcie karty powoduje natychmiastową blokadę odbiornika);
- odbiorniki z kartą sieciową lub wbudowanym dyskiem twardym – pozwalają na nagrywanie programów, udostępnianie ich w sieci itp.;
- odbiorniki bazowane na systemie Linux, najbardziej konfigurowalny sprzęt, duża liczba dodatków pisanych przez użytkowników;
- odbiorniki HEVC, UHDTV – najdroższa i wciąż mało popularna grupa odbiorników, umożliwia odbiór programów w nowym systemie kodowania obrazu (H.265), telewizji  ultra wysokiej rozdzielczości.

## Platformy cyfrowej telewizji satelitarnej w Polsce
- Polsat Box
- Platforma Canal+ (do 2019 roku działało pod szyldem NC+)
- Orange TV
- Telewizja na Kartę
- Cyfra+ (do 2013 roku)
- n (do 2013 roku)
- Wizja TV (do 2002 roku)